# جيانلوكا نيهولت
جيانلوكا نيهولت (بالهولندية: Gianluca Nijholt)‏ (14 فبراير 1990 بأوترخت في هولندا - ) هو لاعب كرة قدم هولندي في مركز الوسط. شارك مع منتخب هولندا تحت 21 سنة لكرة القدم. أما مع النوادي، فقد لعب مع أمكار بيرم وفي في في فينلو ونادي أوترخت والمير سيتي.

## وصلات خارجية
- جيانلوكا نيهولت على موقع قاعدة بيانات كرة القدم.إي يو (الإنجليزية)
- جيانلوكا نيهولت على موقع Soccerway.com (الإنجليزية)
- جيانلوكا نيهولت على موقع عالم كرة القدم.نت (الإنجليزية)